# Fichtenberg, Baden-Württemberg
Fichtenberg är en kommun och ort i Landkreis Schwäbisch Hall i regionen Heilbronn-Franken i Regierungsbezirk Stuttgart i förbundslandet Baden-Württemberg i Tyskland.
Kommunen ingår i kommunalförbundet Limpurger Land tillsammans med staden Gaildorf och kommunerna Oberrot och Sulzbach-Laufen.